# Ribonucleasa pancreática
O
La ribonucleasa pancreática (EC 3.1.27.5) es una endonucleasa específica a la pirimidina que se encuentra en grandes cantidades en los páncreas de ciertos mamíferos y algunos reptiles. Los genes que codifican esta enzima en los seres humanos son los genes RNASE1 y RNASE2.
Específicamente, esta enzima participa en la rotura endonucleolítica de 3'-fosfomononucleótidos y 3'-fosfoligonucleótidos que acaban en C-P o U-P con intermedios 2',3'-fosfato cíclicos. La ribonucleasa pancreática puede desenrollar hélices de ADN formando complejos con ADN de cadena simple; el complejo se forma mediante una interacción catión-anión multisitio entre residuos de lisina y arginina de la enzima y los grupos fosfato de los nucleótidos.
Otras proteínas que pertenecen a la familia de las ribonucleasas pancreáticas son:
- Las ribonucleasas bovinas de la vesícula seminal y del cerebro.
- Las ribonucleasas no-secretadas del riñón.[5]
- Las ribonucleasas del hígado.[6]
- La angiogenina, que induce la vascularización de tejidos normales y malignos.
- La proteína catiónica eosinofílica,[7] una citotoxina y helminthotoxina con actividad ribonucleasa.
- En la rana, la ribonucleasa del hígado y la lectina de unión al ácido siálico.

La secuencia de las ribonucleasas pancreáticas contiene cuatro enlaces disulfuro conservados y tres aminoácidos que participan en la actividad catalítica.